# Pontypridd United FC
Pontypridd United FC is een Welshe voetbalploeg uit Pontypridd. De club ontstond als Pontypridd Town AFC in 1992 door de samenvoeging van  Pontypridd Sports & Social Club en Ynysybwl Athletic AFC. In 2022 werd de huidige naam aangenomen. Pontypridd United speelt haar thuiswedstrijden in het USW Sports Park.
In 2023 promoveerde de club als nummer twee van de Cymru North voor het eerste naar de de Cymru Premier. Daar kende Pontypridd United financiële problemen en eindigde mede door straffen van in totaal negen punten als laatste en degradeerde weer.
Aberystwyth Town ·
Bala Town ·
Barry Town ·
Briton Ferry Llansawel ·
Caernarfon Town ·
Cardiff Metropolitan University ·
Connah's Quay Nomads ·
Flint Town United ·
Haverfordwest County ·
Newtown ·
Pen-y-Bont ·
The New Saints